# Qiantang, Chongqing
Qiantang (kinesiska: 钱塘, 钱塘镇) är en köping i sydvästra Kina. Den ligger i stadsdistriktet Hechuan i storstadsområdet Chongqing, omkring 74 kilometer norr om det centrala stadsdistriktet Yuzhong. Antalet invånare är 65 894. Befolkningen består av 31 470 kvinnor och 34 424 män. Barn under 15 år utgör 18,0 %, vuxna 15-64 år 65 %, och äldre över 65 år 15,0 %.